# Більськ (Сарненський район)
Більськ — село в Україні, у Рокитнівській селищній громаді Сарненського району Рівненської області. Населення становить 737 осіб.  
На північ від села розташований Більський заказник. Є озеро під назвою «Біле озеро»
Відповідно до  Розпорядження Кабінету Міністрів України від 12 червня 2020 року  № 722-р «Про визначення адміністративних центрів та затвердження територій територіальних громад Рівненської області» увійшло до складу Рокитнівської селищної громади.

## Населення
За переписом населення 2001 року в селі мешкало 1746 осіб.

### Мова
Розподіл населення за рідною мовою за даними перепису 2001 року:
| Мова       | Відсоток       |        |
| ---------- | -------------- | ------ |
| українська | 72.4 %\|суржик | 27.6 % |